# Heinrich Engenhagen

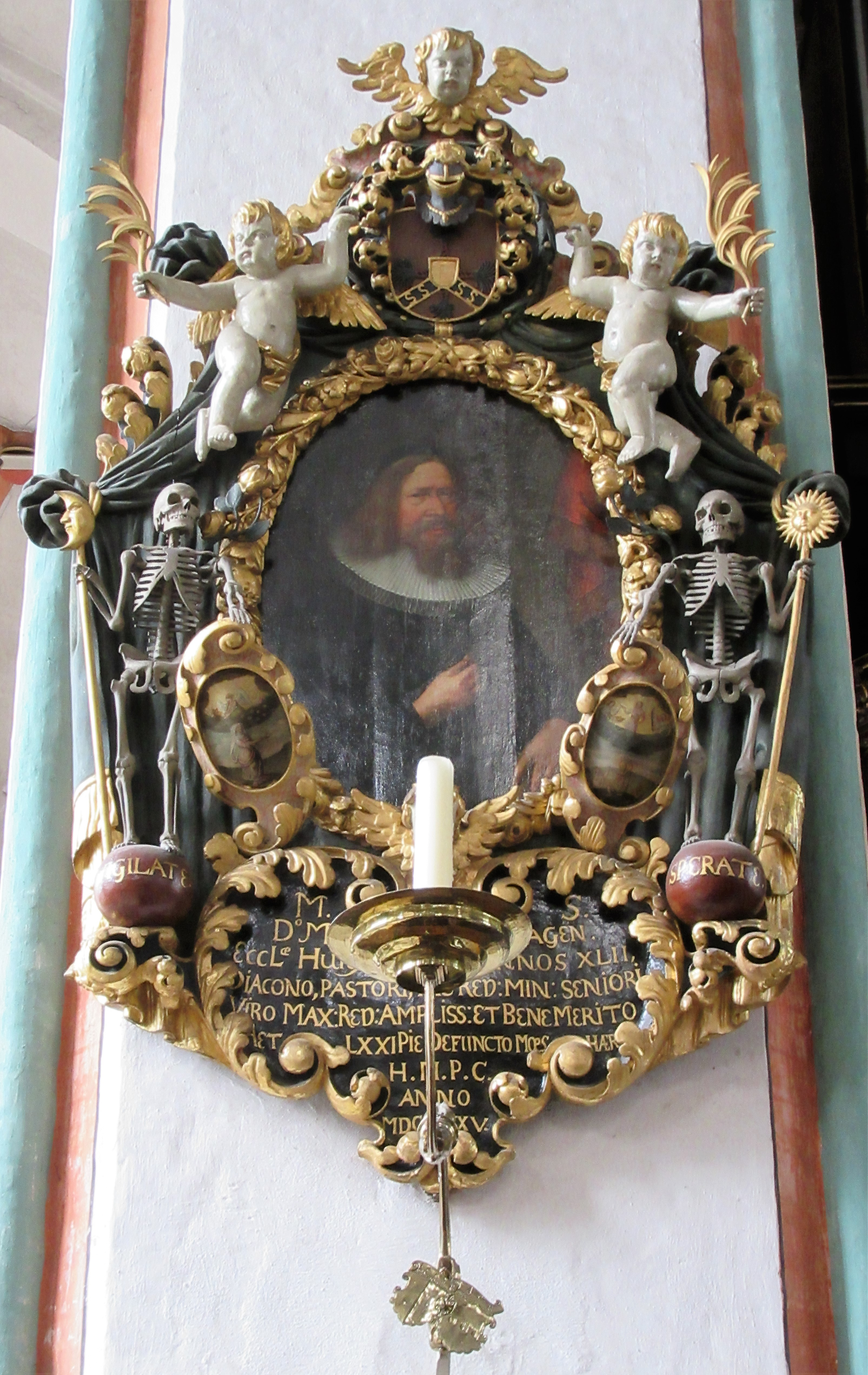
Epitaph Heinrich Engenhagen in St. Jakobi

Heinrich Engenhagen, auch Hinrich Engenhagen (* 26. April 1615 in Lübeck; † 1. September 1685 ebenda) war ein deutscher evangelisch-lutherischer Geistlicher, Hauptpastor der Lübecker Jakobikirche und Senior des Geistlichen Ministeriums.

## Leben
Heinrich Engenhagen war Sohn eines gleichnamigen Lübecker Kaufmanns und seiner Frau Anna, geb. Elferfeld. Nach dem Tod seines Vaters war der Domherr und Großvogt Bruno Warendorff († 1659) sein Vormund. Dieser ließ ihn privat unterrichten. Im Mai 1632 wurde er an der Universität Rostock immatrikuliert. und schickte ihn 1635 an die Universität Wittenberg, wo er sich dem Studium der Artes Liberales und der Philosophie widmete. Er war Respondent mehrerer Disputationen: 1636 unter dem Vorsitz von Michael Wendler (über Meteoriten) und 1637 unter dem Vorsitz von Christoph Notnagel (über den Gregorianischen Kalender). Nach seiner Graduierung zum Magister ging er zu Abraham Calov nach Rostock, mit diesem an die Universität Königsberg und wieder nach Wittenberg, wo er 1639 unter Wilhelm Leyser I. Respondent einer theologischen Disputation über das Lamm Gottes im Johannesevangelium war.
1640 unternahm er eine Grand Tour, die ihn in die Niederlande, nach England, Frankreich und die Schweiz führte. Am 21. Oktober 1640 immatrikulierte er sich an der Universität Straßburg und blieb hier drei Jahre lang.
Zurückgekehrt nach Lübeck, wurde er 1643 zum Prediger der Jakobikirche berufen. In seine Amtszeit als Prediger fällt der Neubau des Turms von St. Jakobi. Am 30. Januar 1662 wurde er (Haupt)Pastor, und 1679 zugleich Senior des Lübecker Geistlichen Ministeriums. In der Vakanzzeit der Superintendentur nach dem Tod von Samuel Pomarius 1683, dessen Nachfolger August Pfeiffer erst 1689 berufen wurde, war er bis zu seinem Tod der Leitende Geistliche der Evangelisch-Lutherischen Kirche in Lübeck. Er vertrat eine konservative lutherisch-orthodoxe Haltung, was sich besonders im Streit um Konventikel-Bildung 1665/66 zeigte.
Er starb an einem Schlaganfall während eines Leichenzuges.
Seit 1644 war er verheiratet mit Margaratha, geb. Feldhusen, einer Tochter von Johann Feldhusen und Schwester von Johannes Feldthausen. Das Paar hatte drei Töchter und drei Söhne, von denen lediglich die Töchter Elisabeth und Margaretha Ursula und der Sohn Heinrich den Vater überlebten. Anna Catharina (* 27. Mai 1645; † 7. Januar 1676) hatte 1665 Thomas Carstens (1631–1679) geheiratet, den Sohn des Syndicus Joachim Carstens, und wurde die Mutter von Joachim Hinrich Carstens (1666–1733), Hauptpastor an St. Aegidien. Margaretha Ursula heiratete den Arzt Johann Kockert, den Sohn von Jacob Kockert; Heinrich (1654–1693) studierte Rechtswissenschaften in Rostock und Wittenberg und wurde 1680 in Rostock zum Lic.jur. promoviert. Dessen Sohn Johann Heinrich Engenhagen (1684–1738) wurde 1717 vom Lübecker Domkapitel zum Pastor von St. Georg in Genin (Lübeck) berufen.
An Heinrich Engenhagen erinnert sein spätbarockes Epitaph in der Jakobikirche. Das auf Holz gemalte lebensgroße Brustbild wird von zwei auf Kugeln stehenden Gerippen flankiert, die jedes eine Kartusche halten; nach oben hin schließt sich das von zwei Putten mit Palmenzweigen umschwebte und von einem Lorbeerkranz umschlossene Wappen, nach unten hin die Schrifttafel in spätbarocker Einfassung an; den Hintergrund bildet ein Vorhang. E befand sich ursprünglich an der Südseite des ersten Norderpfeilers, jetzt an der Ostseite des (von Westen) fünften Süderpfeilers.